# Фосалунга (Тревизо)
Фосалунга је насеље у Италији у округу Тревизо, региону Венето.
Према процени из 2011. у насељу је живело 1539 становника. Насеље се налази на надморској висини од 42 м.